# Кармен (фильм, 1984)
«Кармен» (фр. Carmen) — французско-итальянский драматический фильм режиссёра Франческо Рози, адаптация одноимённой оперы Жоржа Бизе.
Главную роль исполнила Хулия Мигенес, в роли Хозе — Пласидо Доминго, Эскамильо — Руджеро Раймонди, дир. Лорин Маазель

## Сюжет
Сюжет фильма полностью повторяет сюжет оперы Жоржа Бизе «Кармен»
Гарнизонный офицер Хозе влюбляется в цыганку Кармен. Вскоре девушка по обвинению в «неприличном поведении» оказывается в тюрьме. Хозе, которого приставили охранять Кармен, нарушает свой служебный долг и отпускает её.
Проходит два месяца, Хозе выходит из тюрьмы и возвращается к Кармен. Любовники решают покинуть Севилью и заняться контрабандой.

Очень скоро цыганка охладевает к молодому офицеру, ей претит его безволие и несамостоятельность в принятии решений; Хозе мучает совесть, он чувствует свою вину перед Микаэлой, девушкой, на которой хотел жениться.
Неожиданно в лагерь контрабандистов приезжает Эскамильо, тореадор из Севильи, он ищет Кармен, с которой познакомился после очередной корриды. Хозе ошеломлен такой новостью и не хочет верить, что цыганка неверна ему. Соперники готовы выяснить отношения на ножах, но внезапно они замечают Микаэлу, невесту Хозе. Девушка сообщает ему, что его мать при смерти и последнее её желание — увидеть сына. Хозе клянется девушке навестить мать, в порыве раскаяния он выкидывает нож. Довольный свой победой Эскамильо приглашает всех на бой быков.
Настает день поединка. Кармен отправляется в цирк, чтобы встретиться там с отважным тореадором. Подруги предупреждают её об опасности, грозящей ей: Хозе, который во всех своих бедах винит цыганку, следит за девушкой. Однако, Кармен не склонна следовать чьим бы то ни было советам.
Хозе встречает Кармен у входа в цирк. Он пытается напомнить ей о былых чувствах и убедить вернуться к нему, но девушка непреклонна. В ярости Хозе убивает её.

## Места съёмок
Съёмки фильма проходили в Андалузии, Рози постарался максимально точно воссоздать Севилью 1875—1876 годов; в своей работе он также использовал гравюры Гюстава Доре (серия работ «Испания»).

## В ролях
- Хулия Мигенес[англ.] — Кармен
- Пласидо Доминго — дон Хозе
- Руджеро Раймонди — Эскамильо
- Фейт Ишем — Микаэла
- Франсуа Ле Ру — Моралес

## Награды и номинации
Премия «Золотой глобус»-1985
- Лучший иностранный фильм — Номинация

Премия «Сезар»-1985
- Лучший фильм (реж. Франческо Рози) — Номинация
- Лучший режиссёр (Франческо Рози) — Номинация
- Лучшая актриса (Хулия Мигенес) — Номинация
- Лучшая работа оператора (Паскуалино Де Сантис) — Номинация
- Лучшие декорации (Энрико Джоб) — Номинация
- Лучшие костюмы (Энрико Джоб) — Номинация
- Лучший звук (Доминик Эннекен, Ги Левель и Харольд Мори) — Награда

Премия «Давид ди Донателло»-1985
- Лучший фильм — Награда
- Лучший режиссёр (Франческо Рози) — Награда
- Лучшая актриса (Хулия Мигенес) — Номинация
- Лучший актёр второго плана (Руджеро Раймонди) — Номинация
- Лучшая работа оператора (Паскуалино Де Сантис) — Награда
- Лучший монтаж (Руджеро Мастроянни) — Награда
- Лучшие декорации (Энрико Джоб) — Награда
- Лучшие костюмы (Энрико Джоб) — Награда
- Alitalia Award (Франческо Рози) — Награда

Премия BAFTA-1986
- Лучший фильм на иностранном языке (Франческо Рози, Патрис Леду) — Номинация
- Лучший звук (Юг Дармо, Харольд Мори, Доминик Эннекен, Бернар Леруа) — Номинация